# Luossajoki
Luossajoki, samiska Luossajohkka, även skämtsamt kallad Skitabäcken, är en bäck i Kiruna kommun som rinner från Luossajärvi, via Yli Lompolo och Ala Lompolo till Torne älv vid Laxforsen.
Namnet Skitabäcken kommer av att bäcken en gång i tiden hade tillflöde av Kirunas avloppsvatten.